# Exmouth (Western Australia)
Exmouth (ˈɛksmaʊθ !) ist ein Ort in Western Australia mit etwa 2.800 Einwohnern. Er wurde 1964 gegründet und nach Admiral Exmouth benannt, der die Gegend 1818 erforschte. Die Stadt liegt an der Spitze der Halbinsel Vlaming Head und wurde als Dienstleistungszentrum für die nahe gelegenen Kommunikations-Sendeanlagen (United States Naval Communication Station Harold E. Holt (US-Marinefunkstelle)) errichtet, deren Sendetürme zu den höchsten der Welt gehören (sie sind mit einer Höhe von 388 Metern höher als der Eiffelturm).

## Tourismus und Wirtschaft

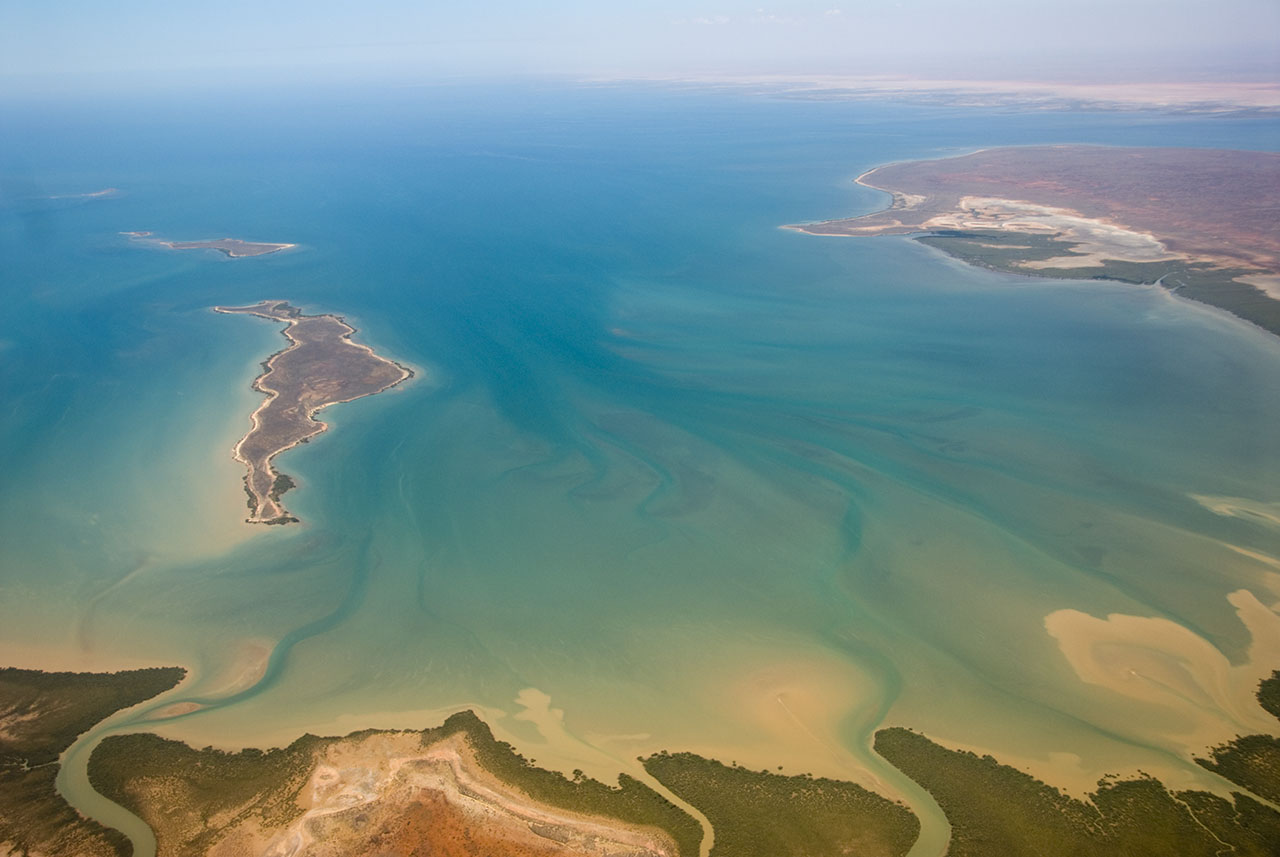
Die Gales Bay am Südende der Exmouth-Bucht

Exmouth lebt auch von der Nutzung der Ölfelder vor der Westküste Australiens.
|                       | Jan  | Feb  | Mär  | Apr  | Mai  | Jun  | Jul  | Aug  | Sep  | Okt  | Nov  | Dez  |   |       |
| Mittl. Tagesmax. (°C) | 37,9 | 37,3 | 36,2 | 33,0 | 28,3 | 24,7 | 24,0 | 26,1 | 29,1 | 32,2 | 34,2 | 36,7 | ⌀ | 31,6  |
| Mittl. Tagesmin. (°C) | 22,9 | 24,2 | 22,8 | 20,5 | 16,1 | 13,2 | 11,4 | 12,3 | 13,8 | 16,2 | 18,3 | 20,7 | ⌀ | 17,7  |
|                       |      |      |      |      |      |      |      |      |      |      |      |      |   |       |
| Niederschlag (mm)     | 32,4 | 45,6 | 40,9 | 16,0 | 44,2 | 41,6 | 22,5 | 14,0 | 2,1  | 2,1  | 1,3  | 6,1  | Σ | 268,8 |
|                       |      |      |      |      |      |      |      |      |      |      |      |      |   |       |
| Regentage (d)         | 2,3  | 3,3  | 2,4  | 1,8  | 3,7  | 5,0  | 3,5  | 2,2  | 0,9  | 0,5  | 0,5  | 0,5  | Σ | 26,6  |

| 22,9 |

| 24,2 |

| 22,8 |

| 20,5 |

| 16,1 |

| 13,2 |

| 11,4 |

| 12,3 |

| 13,8 |

| 16,2 |

| 18,3 |

| 20,7 |

| 22,9 |

| 24,2 |

| 22,8 |

| 20,5 |

| 16,1 |

| 13,2 |

| 11,4 |

| 12,3 |

| 13,8 |

| 16,2 |

| 18,3 |

| 20,7 |

Touristen kommen nach Exmouth wegen des westlich liegenden Cape-Range-Nationalparks und des der Küste vorgelagerten Ningaloo Riffs. Dieses gilt als hervorragendes Tauchgebiet und man kann dort unter anderem Walhaie, Buckelwale und Mantarochen beobachten.

## Geschichte
Während des Zweiten Weltkriegs entstanden hier Einrichtungen zur Unterstützung des U-Boot-Krieges gegen Japan. In der Stadt sowie der Umgebung zeugen zahlreiche Denkmäler und Informationstafeln von dieser Epoche. Am 20. und 21. Mai 1943 fielen nachts einige japanische Bomben nahe der Radarstation von Exmouth, ohne dass Menschen zu Schaden kamen oder Sachschäden entstanden.
1953 wurden Ölfunde bei Rough Range durch die Prospektionsfirma WAPET, heute Chevron, gemacht.
Am 8. Oktober 2008 konnte auf dem örtlichen Militärflugplatz eine Verkehrsmaschine der Qantas Airways, ein Airbus A330-300, mit 313 Personen an Bord nach einem Beinahe-Absturz notlanden (Qantas-Flug 72). Die 12 schwerverletzten Fluggäste wurden von dort zur Behandlung ausgeflogen.

## Exmouth-Bucht
Die Exmouth-Bucht (englisch Exmouth Gulf) mit der Gales Bay liegt zwischen dem North West Cape und der Hauptküstenlinie von Westaustralien.